# Аватар: Последњи владар ветрова (3. сезона)
Књига трећа: Ватра је трећа и последња сезона Аватар: Последњи владар ваздуха (преименовано у Аватар: легенда о Ангу), америчке анимиране телевизијске серије коју су креирали Мајкл Данте Ди Мартино и Брајан Конецко . У главним улогама у серији глуме Зак Тајлер, Меј Вајтман, Џек Де Сена, Џеси Флавер, Данте Баско, Ди Бредли Бејкер, Грег Белдвин, Греј Де Лисле и Марк Хамил.
Последња сезона фокусира се на Анга на његовом путовању да савлада владање ватром како би победио тиранског Господара ватре Озаија и коначно вратио хармонију и ред свету.
Књига трећа: Ватра премијерно је изведена на Никелодеону 21. септембра 2007. Састојала се од 21 епизоде и завршена је финалом серије из четири дела „ Созинова комета “ 19. јула 2008. Трећа сезона је добила критичко признање, а многи су финале похвалили као задовољавајући закључак серије. Између 30. октобра 2007. и 16. септембра 2008, Парамоунт Хоме Ентертајнмент објавио је четири ДВД-а и комплетан сет.
Наставак серије, Легенда о Кори, емитован на Никелодеону од 14. априла 2012. до 19. децембра 2014. Седамдесет година после финала, серија прати Аватара Кору, наследник Аватара Анга.

## Епизоде
| Бр. у серији | Бр. у сезони | Наслов                                 | Редитељ           | Сценариста                           | Емитовање (САД)     | Емитовање (Србија) | Прод. код |
| ------------ | ------------ | -------------------------------------- | ----------------- | ------------------------------------ | ------------------- | ------------------ | --------- |
| 41           | 1            | Буђење                                 | Ђанкарло Волпе    | Арон Ехаш                            | 21. септембар 2007. | 15. јул 2013.      | 301       |
| 42           | 2            | Повез                                  | Жоаким Дос Сантос | Џон Оубриан                          | 28. септембар 2007. | 15. јул 2013.      | 302       |
| 43           | 3            | Обојена Дама                           | Итан Шполдинг     | Џош Хамилтон                         | 5. октобар 2007.    | 16. јул 2013.      | 303       |
| 44           | 4            | Сокин учитељ                           | Ђанкарло Волпе    | Тим Хедрик                           | 12. октобар 2007.   | 16. јул 2013.      | 304       |
| 45           | 5            | Плажа                                  | Жоаким Дос Сантос | Кејти Матила                         | 19. октобар 2007.   | 17. јул 2013.      | 305       |
| 46           | 6            | Аватар и господар ватре                | Итан Шполдинг     | Елизабет Ехаш                        | 26. октобар 2007.   | 17. јул 2013.      | 306       |
| 47           | 7            | Побегуља                               | Ђанкарло Волпе    | Џош Хамилтон                         | 2. новембар 2007.   | 18. јул 2013.      | 307       |
| 48           | 8            | Господарица лутака                     | Жоаким Дос Сантос | Тим Хедрик                           | 9. новембар 2007.   | 18. јул 2013.      | 308       |
| 49           | 9            | Ноћне море и сањарење                  | Итан Шполдинг     | Џон Оубриан                          | 16. новембар 2007.  | 19. јул 2013.      | 309       |
| 50           | 10           | Дан црног сунца 1. део (инвазија)      | Ђанкарло Волпе    | Мајкл Данте Димартино                | 30. новембар 2007.  | 19. јул 2013.      | 310       |
| 51           | 11           | Дан црног сунца 2. део (помрачење)     | Жоаким Дос Сантос | Арон Ехаш                            | 30. новембар 2007.  | 20. јул 2013.      | 311       |
| 52           | 12           | Западни храм ваздуха                   | Итан Шполдинг     | Елизабет Ехаш Тим Хедрик             | 14. јул 2008.       | 20. јул 2013.      | 312       |
| 53           | 13           | Учитељ владања ватром                  | Ђанкарло Волпе    | Џон Оубриан                          | 15. јул 2008.       | 21. јул 2013.      | 313       |
| 54           | 14           | Врела стена 1. део                     | Жоаким Дос Сантос | Меј Чен                              | 16. јул 2008.       | 21. јул 2013.      | 314       |
| 55           | 15           | Врела стена 2. део                     | Итан Шполдинг     | Џош Хамилтон                         | 16. јул 2008.       | 22. јул 2013.      | 315       |
| 56           | 16           | Јужни нападачи                         | Жоаким Дос Сантос | Елизабет Ехаш                        | 17. јул 2008.       | 22. јул 2013.      | 316       |
| 57           | 17           | Глумци са острва Жеравица              | Ђанкарло Волпе    | Тим Хедрик Џош Хамилтон Џон Оубриан  | 18. јул 2008.       | 23. јул 2013.      | 317       |
| 58           | 18           | Созинова комета 1. део (краљ Феникс)   | Итан Шполдинг     | Мајкл Данте Димартино                | 19. јул 2008.       | 23. јул 2013.      | 318       |
| 59           | 19           | Созинова комета 2. део (стари учитељи) | Ђанкарло Волпе    | Арон Ехаш                            | 19. јул 2008.       | 24. јул 2013.      | 319       |
| 60           | 20           | Созинова комета 3. део (у пакао)       | Жоаким Дос Сантос | Мајкл Данте Димартино Брајан Конецко | 19. јул 2008.       | 24. јул 2013.      | 320       |
| 61           | 21           | Созинова комета 4. део (Аватар Анг)    | Жоаким Дос Сантос | Мајкл Данте Димартино Брајан Конецко | 19. јул 2008.       | 25. јул 2013.      | 320       |